# Генеральна дирекція з обслуговування іноземних представництв
Генера́льна дире́кція з обслуго́вування інозе́мних представни́цтв (ДП «ГДІП») — державне підприємство із забезпечення функціонування дипломатичних представництв та консульських установ іноземних держав, представництв міжнародних міжурядових організацій, що акредитовані в Україні. Підпорядковане Державному управлінню справами.

## Історія

### Управління з обслуговування консульського корпусу (1972—1992)
У 1960-ті роки, в рамках стратегії розбудови Східного блоку, СРСР почав активно налагоджувати зв'язки з лояльними до Москви урядами та соціалістичними державами. У цей ж період формувалась міжнародна правова база дипломатичної діяльності. Були прийняті Віденська конвенція про дипломатичні зносини (1961), Конвенція про спеціальні місії (1969), Конвенція про попередження і покарання злочинів проти осіб, які користуються міжнародним захистом, у тому числі дипломатичних агентів (1973). В Україні, як одному з ключових економічних, наукових та туристичних центрів Радянського Союзу, почали відкриватись іноземні консульські установи.
Зі зростанням дипломатичної активності у Одесі та Києві постала потреба у створенні окремих структур з обслуговування іноземних місій. У липні 1972 року Рада Міністрів УРСР ухвалила постанову про створення госпрозрахункового Управління з обслуговування консульського корпусу (УпКК) в Києві штатною чисельністю 13 одиниць. Виконання постанови було доручене Київському міськвиконкому. Станом на 1977 рік у Києві вже діяли Генеральні консульства Болгарії, Східної Німеччини, Чехословаччини, Румунії, Угорщини, Югославії. У 1976 році було також відкрито передову групу посольства США у СРСР.
У той час УпКК зосереджувалось насамперед на будівництві та наданні сервісних послуг. Саме тоді на вулиці Ярославів Вал звели будівлі генеральних консульств Польщі та НДР, на Рейтарській — Угорщини, на Госпітальній — Болгарії, на вулиці Івана Франка — житловий будинок для дипломатів. Було розпочато реконструкцію будівель на вулиці Стрілецькій, де мало розміститись генеральне консульство США.
13 жовтня 1976 року була прийнята постанова Ради Міністрів УРСР № 489 «Про заходи щодо подальшого поліпшення обслуговування представництв зарубіжних країн у м. Києві», згідно з якою штатна чисельність УпКК була збільшена до 31 працівника. Було створено 5 відділів: загального обслуговування, з експлуатації будинків, кадрів, адміністративно-господарський та бухгалтерія. У штат УпКК були введені посади економіста та юрисконсульта.
У березні 1989 року УпКК набуло статусу виробничо-комерційного підприємства, що діє на засадах повного господарського розрахунку та самофінансування. Штат Управління вже налічував 90 осіб. Тоді ж було створено нові підрозділи — експлуатаційно-технічний відділ, відділ сервісу та протокольного забезпечення, матеріально-технічного постачання та транспорту, забезпечення кадрами іноземних представництв та апарату УпКК, бухгалтерія.
УпКК було надано право координувати роботу всіх організацій в Києві, які брали участь у виконанні замовлень генеральних консульств та інших іноземних представництв з надання ремонтно-будівельних, комунальних, торговельних, побутових, видавничих, транспортних та інших послуг, а також право контролю за виконанням відповідними установами й організаціями рішень та доручень Ради Міністрів УРСР і Київського міськвиконкому.
У 1985—1991 роках були введені в експлуатацію новобудови на вулиці Рейтарській, 39 (Генеральне консульство Франції), вулиці Олеся Гончара, 84 (Генеральне консульство Федеративної Республіки Німеччини), вулиці Михайла Коцюбинського, 8 (Генеральне консульство Румунії), житловий будинок на вулиці Тарасівській, 21, виробничий комплекс УпКК на вулиці Золотоустівській, 27.
За домовленістю з Управлінням Південно-Західної залізниці в адміністративному будинку УпКК було обладнано спеціальну касу для забезпечення співробітників генеральних консульств та інших іноземних представництв залізничними проїзними квитками.

### Генеральна дирекція Київської міської державної адміністрації по обслуговуванню іноземних представництв (1992—2003)
З початком лавиноподібного процесу визнання незалежності України постало питання розміщення дипломатичних місій іноземних держав та забезпечення комфортних умов для дипломатичного корпусу.
29 квітня 1992 року на базі УпКК розпорядженням представника Президента України у Києві було створено Міську фірму з обслуговування іноземних представництв Київської міської державної адміністрації. Директором структури було призначено Павла Кривоноса.
Розпорядженням представника Президента від 11 травня 1992 року організація отримала назву «Генеральна дирекція
Київської міської державної адміністрації по обслуговуванню іноземних представництв» (ГДІП).
Уже в першій половині 1992 року в Києві було акредитовано понад 30 іноземних посольств, а до грудня їх стало більше 60. З них тільки 12 мали можливість почати свою діяльність в колишніх приміщеннях генеральних консульств. Інші були змушені облаштовуватись в готельних номерах. ГДІП було доручено у найкоротші терміни підібрати та відремонтувати приміщення для розміщення цих установ.
19 грудня 1994 року відповідно до розпорядження Кабінету Міністрів України на ГДІП було покладено функцію замовника щодо виконання Програми розміщення дипломатичних представництв, консульських установ іноземних держав і представництв міжнародних організацій в Україні, затвердженої Указом Президента України від 12 вересня 1994 року.
Окрім вирішення проблем з розміщенням ГДІП також організовував для дипломатів лікарське та санітарне обслуговування, відпочинок, утримував транспорт, добирав персонал дипломатичних установ із громадян України. Щоб зняти питання тогочасного дефіциту на продукти харчування та товари вжитку для зарубіжних дипломатів, неподалік Галицької площі та на вулиці Дарвіна було відкрито магазини «Консул». Трохи пізніше за ініціативи ГДІП з'явився перший у столиці супермаркет «Тріумфальна арка», у якому можна було придбати продукти харчування із Франції, Німеччини, Норвегії, Данії, Швейцарії. У цей період ГДІП також обладнав власну станцію для заправки та технічного обслуговування автомобілів дипломатичних місій. Зі збільшенням дипломатичного корпусу, виникла проблема розширення побутової інфраструктури: було відкрито мережу стоматологічних кабінетів, перукарень, хімчисток, де зарубіжні дипломати та члени їхніх сімей могли отримати належне обслуговування.
Уже в 1995 році практично всі іноземні дипломатичні представництва мали необхідні службові та житлові приміщення. Окремі будівлі для розміщення отримали посольства США, Росії, Великої Британії, Канади, Австрії, Алжиру, Бельгії, Норвегії, Єгипту та Ірану. В офісних та офісно-житлових будинках були розміщені посольства Швейцарії, Данії, Ізраїлю, Білорусі, Молдови, Хорватії, Іспанії, ПАР. Ряду держав були виділені земельні ділянки для будівництва посольських комплексів, зокрема Німеччині.
31 березня 1999 року Постановою Кабінету Міністрів України колектив Генеральної дирекції був нагороджений почесною грамотою в врученням пам'ятного знака.

### Генеральна дирекція Київської міської ради з обслуговування іноземних представництв (2003—2013)
10 липня 2003 року структуру було перепідпорядковано Київській міській раді та перейменовано на комунальне підприємство «Генеральна дирекція Київської міської ради з обслуговування іноземних представництв».
Станом на 2004 рік загальна чисельність працівників ГДІП становила понад 600 осіб.
18 грудня 2007 року було підписано Меморандум про співробітництво між Міністерством закордонних справ України і Київською міською радою, згідно з яким координацію дій щодо розміщення іноземних представництв мало здійснювати МЗС. Практичну роботу з розміщення здійснювали: в Києві — КМДА через ГДІП, в Автономній Республіці Крим — Кабінет Міністрів АРК через філію ГДІП в м. Ялта.

### Генеральна дирекція з обслуговування іноземних представництв (2013—)
З 2013 року ГДІП переформовано у державне підприємство і підпорядковано Державному управлінню справами.
Сьогодні постійні клієнти ДП «ГДІП» — це 78 іноземних дипломатичних представництв, 26 генеральних консульств, 81 почесне консульство, 18 представництв міжнародних організацій, іноземні фірми, їх персонал і члени родин.

## Керівництво

### Начальники УпКК
- Олександр Євтихійович Оскома (1972—1976)
- Микола Федорович Саченко (1976—1985)
- Михайло Миколайович Семенихін (1985—1992)

### Генеральні директори ГДІП
- Павло Олександрович Кривонос (1992—).

## Структура
До складу ГДІП входять п'ять дирекцій, створені за основними напрямами діяльності:
- «Рембудексплуатація» — капітальне будівництво, ремонт та реконструкція об'єктів; технічний нагляд; супровід розробки та погодження проектів будівництва, підготовка вихідних даних для проектування; управління будівництвом; уведення в експлуатацію об'єктів і передача зовнішніх інженерних мереж на баланс міських організацій; цілодобова ліквідація аварій у мережах електро-, водо-, теплопостачання і каналізації.
- «Інпредкадри» — добір кваліфікованого персоналу для роботи в іноземних представництвах, а також забезпечення українських громадян, які там працюють, відповідними соціальними та правовими гарантіями, юридичні послуги;
- «Дипсервіс» — організація спортивного дозвілля, розміщення, побутове обслуговування;
- «Автоцентр» — обслуговування та надання в оренду автотранспорту, безкоштовна зарядка електромобілів.
- «Медіацентр» — культурна дипломатія, послуги медіацентру, організація дозвілля та видання книг.

Також ГДІП надає юридичні послуги та послуги у сфері нерухомості.